# جنگل واژگون
جنگل واژگون (به انگلیسی: The Inverted Forest) عنوان داستان بلندی از جروم دیوید سلینجر است که در سال ۱۹۴۷ در مجله کازماپالیتن چاپ شد.
جنگل واژگون یکی از روشن‌ترین کتاب‌های سلینجر است. کتابی که پیامش را بر خلاف کتاب‌های دیگر نویسنده، به وضوح بیان می‌کند وبه روانی در مورد جزئیات توضیح می‌دهد

## خلاصه داستان
داستان با خاطره‌ای از دفتر خاطرات دختربچهٔ ۱۱ ساله‌ای به نام کورین آغاز می‌شود. کورین به خاطر اینکه ریموند فورد، تنها کسی که او برای تولدش می‌خواهد، در جشن حضور ندارد ناراحت است. در شب جشن او منتظر ریموند فورد می‌ماند و وقتی که او نمی‌آید، به همراه راننده‌شان به محل زندگی ریموند می‌رود. هنگامیکه به نشانی محل زندگی ریموند می‌رسند با یک رستوران تعطیل مواجه می‌شوند اما متوجه می‌شوند که ریموند به همراه مادرش در طبقهٔ بالای آنجا زندگی می‌کند. در این هنگام، ریموند و مادرش از آنجا خارج می‌شوند و کورین موفق می‌شود چند کلمه‌ای با او حرف بزند. ریموند چمدانی به همراه دارد و وقتی کورین از او می‌پرسد" کجا می‌ری؟" جواب می‌دهد" نمی‌دونم… خداحافظ."
در سن ۱۷ سالگی کورین دختر زیبا اما ساده ایست که دانشجوی کالج است. پس از فارغ‌التحصیلی به اروپا می‌رود و با مردان زیادی آشنا می‌شود. با پسری دیتروتی ازدواج می‌کند که کمی بعد بر اثر سانحهٔ رانندگی می‌میرد. کورین به نیویورک می‌رود و از طریق یکی از دوستانش به نام رابرت وانر (که متوجه می‌شویم نریتر داستان است) در دفتر یک مجله مشغول به کار می‌شود. وانر به او پیشنهاد دوستی می‌دهد که البته کورین آن را رد می‌کند. پس از چندین ماه کار در دفتر مجله، وانر کورین را با اشعار شاعری آشنا می‌کند که به گفتهٔ او، اشعارش در آن واحد بلیک و کولریج و ریلکه، و حتی بیشتر است. کورین پس از چندین بار خواندن اشعار، از سمبولیسم در آن شعرها خوشش می‌آید:
نه سرزمین هرز، که بزرگ جنگلی واژگون، شاخ و برگ‌هایش همه در زیرِ زمین
کورین با وانر تماس می‌گیرد و اطلاعات بیشتری در مورد شاعر به دست می‌آورد. اسمش ری فورد است و یکی از استادان دانشگاه کلمبیاست. کورین با او قرار می‌گذارد و ری به او می‌گوید که چه اتفاقاتی در این سال‌ها برایش افتاده. در محل شرط‌بندی مسابقات اسبدوانی (محل کارش) با زن میانسالی آشنا شده که برایش اشعاری را روی کاغذ می‌نوشته. ری با کمک کتابهای کتابخانه آن اشعار را می‌خوانده و از حفظ می‌کرده تا اینکه مجموعه‌ای از اشعار را در ذهنش داشته. سپس خودش شروع به شعر گفتن می‌کند و مجموعه آثارش چاپ می‌شود.
کورین توسط ریموند فورد افسون شده و درگیر یک رابطهٔ رمانتیک با او می‌شود. آن دو به‌طور مرتب در یک رستوران چینی ملاقات می‌کنند. کورین او را به یک مهمانی دعوت می‌کند و ریموند می‌پذیرد. در مهمانی ری ساکت است تا اینکه در مورد یکی از شاعران مورد علاقه اش شروع به صحبت می‌کند و اینگونه بر روی دانشگاهیان حاضر در مهمانی تأثیر می‌گذارد.
بعد از مدت کوتاهی کورین و ریموند ازدواج می‌کنند. مدت کوتاهی بعد، کورین نامه‌ای از مری کرافت دریافت می‌کند. مری نوشته که آگهی ازدواج آن‌ها را در نیویورک تایمز دیده و می‌خواهد که ریموند بعضی از اشعار او را بخواند. کورین او را به منزلشان دعوت می‌کند. فورد واکنش شدیدی نسبت به شعرهای مری نشان می‌دهد و می‌گوید که یک شاعر نبوغش را به وجود نمی‌آورد بلکه آن را پیدا می‌کند. رابطهٔ فورد و کورین زیر فشار کار شاعر مخدوش می‌شود و فورد کورین را ترک می‌کند. کورین مدتی به دنبال او می‌گردد و سرانجام متوجه می‌شود که او با مری کرافت که نام اصلی اش بانی است زندگی می‌کند.